# Kia Niro
La Kia Niro è un'autovettura prodotta dalla casa automobilistica coreana Kia Motors a partire dal 2016.

## Prima generazione (DE; 2016-2021)

### Concept (2013)

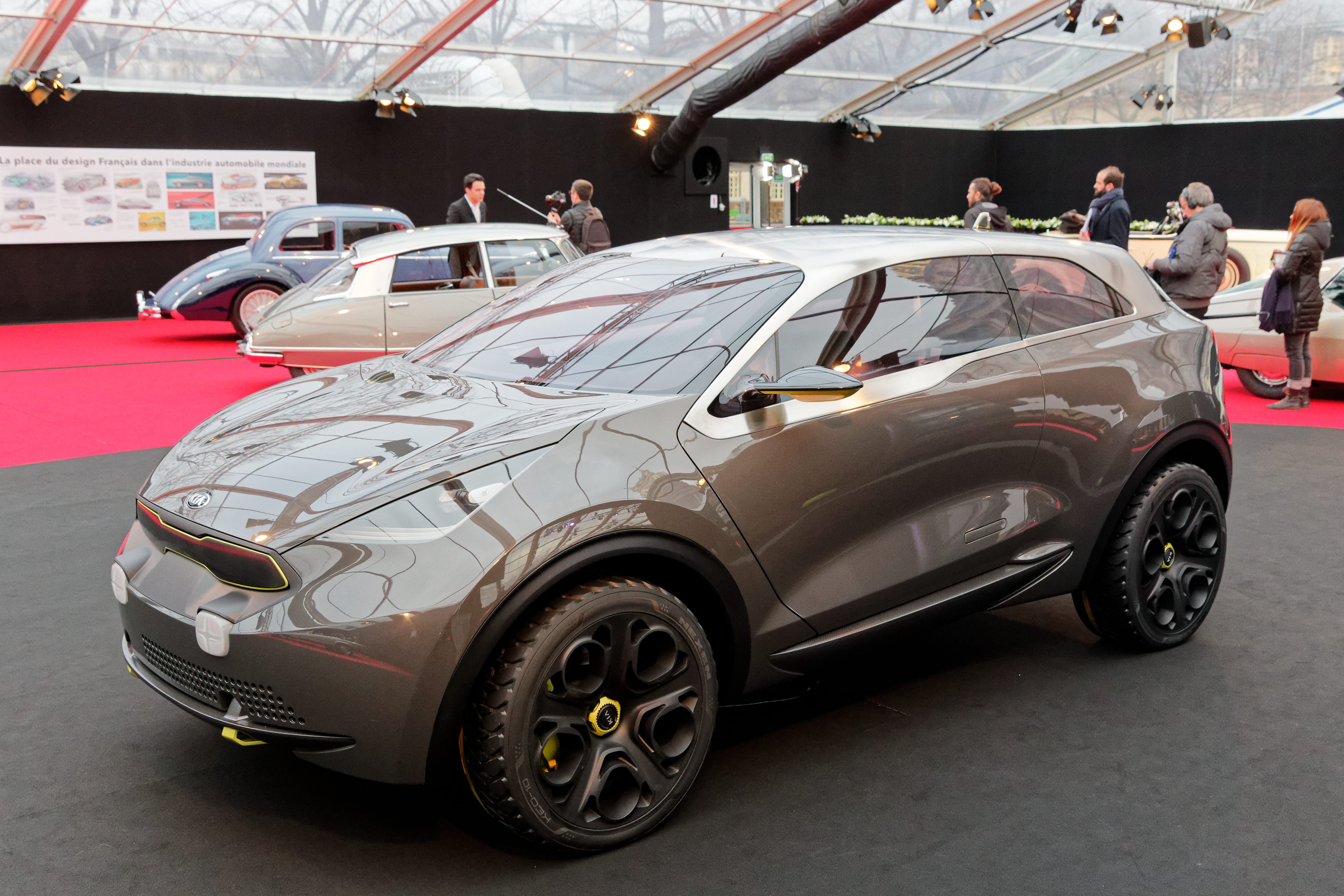
Kia Niro Concept al Festival Automobile International 2013 a Parigi

Il concept della Kia Niro ha debuttato al Salone dell'Auto di Francoforte 2013. Progettata quasi interamente da Peter Schreyer nello centro stile Kia di Francoforte, aveva le forme di un crossover compatto a tre porte ad apertura a farfalla.
La vettura adottava un propulsore con schema ibrido, con le ruote anteriori alimentate da 1,6 litri 4 cilindri da 160 CV accoppiato ad cambio doppia frizione a sette velocità, coadiuvato da un sistema ibrido dotato di un propulsore elettrico da 45 CV che alimenta le ruote posteriori, costituendo un sistema di trazione integrale.

### Niro Hybrid
La versione di serie della Niro, un crossover SUV di medie dimensioni alimentata da un sistema ibrido classico, è stato lanciato nel Regno Unito alla fine del 2017 e negli Stati Uniti agli inizi del 2018.
Meccanicamente basata sulla Hyundai Ioniq, presenta un motore termico 1,6 litri da 105 CV, abbinato a un cambio a doppia frizione a 6 marce a cui è collegato un motore elettrico da 44 CV.

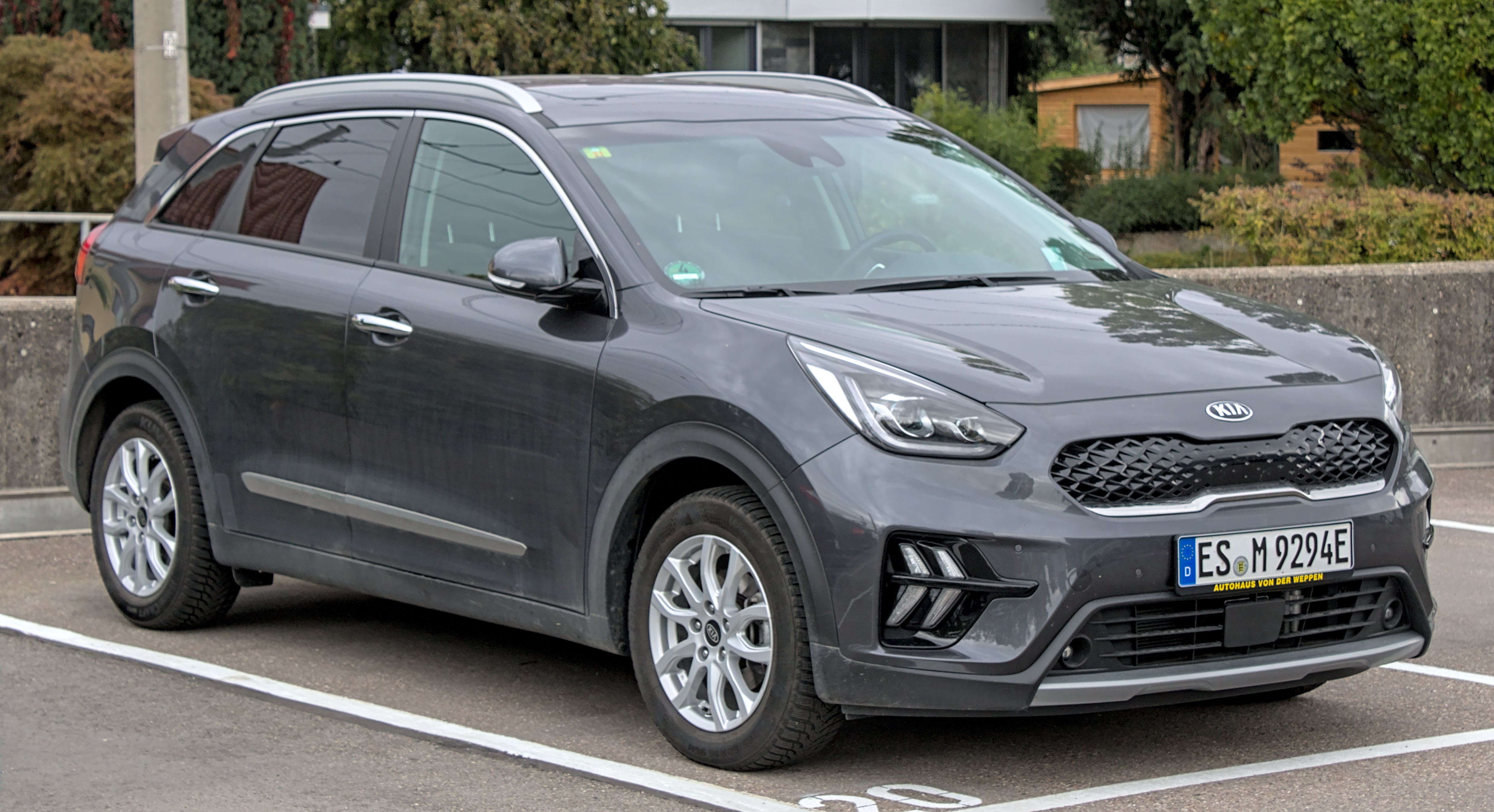
Niro PHEV restyling

### Niro PHEV
Nel 2018 viene introdotta una versione ibrida plug-in, con una batteria da 8,9 kWh. Le vendite sono iniziate in Corea del Sud il 31 marzo 2016. Nel suo primo mese di vendita, la Niro ha raggiunto il record di vendite nel mercato delle vetture ecologiche in Corea del Sud, battendo la Hyundai Ioniq.

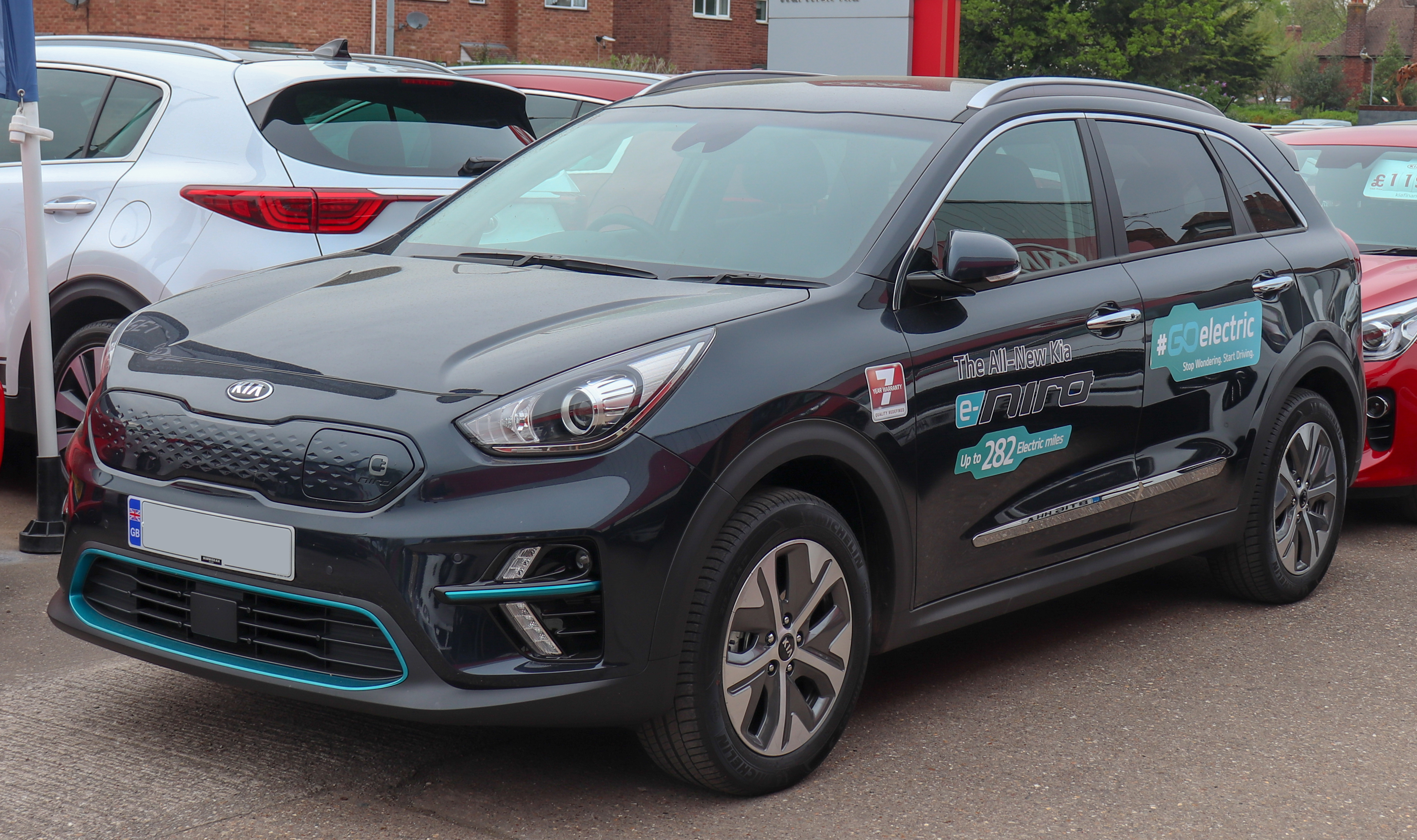
Vista frontale della Kia Niro EV

### Niro EV
Nel 2018 all'International Electric Vehicle Expo in Corea, è stata presentata una versione totalmente elettrica chiamata Niro EV in Asia ed e-Niro in Europa.
Condivide con la Hyundai Kona Electric tutta la parte propulsiva. Niro EV è disponibile con due pacchi batteria da 39,2 kWh e 64 kWh. Le batterie sono realizzate in polimeri agli ioni di litio raffreddati a liquido.
La versione da 39,2 kWh è dotata di un motore elettrico a magneti permanenti da 100 kW (134 CV) con una coppia di 395 Nm e può percorrere fino a 288 km con una carica secondo il ciclo WLTP. È accreditata di una velocità massima di 155 km/h e di una accelerazione da 0 a 100 km/h di 9,8 secondi. La versione da 64 kWh ha autonomia di 455 km e un motore più potente da 150 kW (201 CV) che produce la stessa coppia, ma che porta la velocità massima a 167 km/h e una accelerazione da 0 a 100 km/h di 7,8 secondi. Entrambe le auto sono a trazione anteriore.

### Sicurezza
Nel 2016 la vettura è stata sottoposta ai crash test Euro NCAP, ottenendo un punteggio di 4 stelle.
| Test                     | Punto | Punti |
| Occupante adulto:        | 83%   | 31,8  |
| Occupante bambino:       | 80%   | 39.6  |
| Pedone:                  | 57%   | 24.3  |
| Assistenza di sicurezza: | 59%   | 7.1   |

### Guinness World Record 2016
Nel dicembre 2016, il Niro ha ricevuto il Guinness dei primati per il minor consumo di carburante di un veicolo ibrido, mentre viaggiava da Los Angeles a New York percorrendo 76,6 miglia per gallone, corrispondenti a circa 32,5 km/litro. Questo record era precedentemente detenuto dalla Kia Optima Hybrid che nel 2011 fece lo stesso viaggio con una media di 64,55 miglia per gallone.

## Seconda generazione (SG2; 2021-)

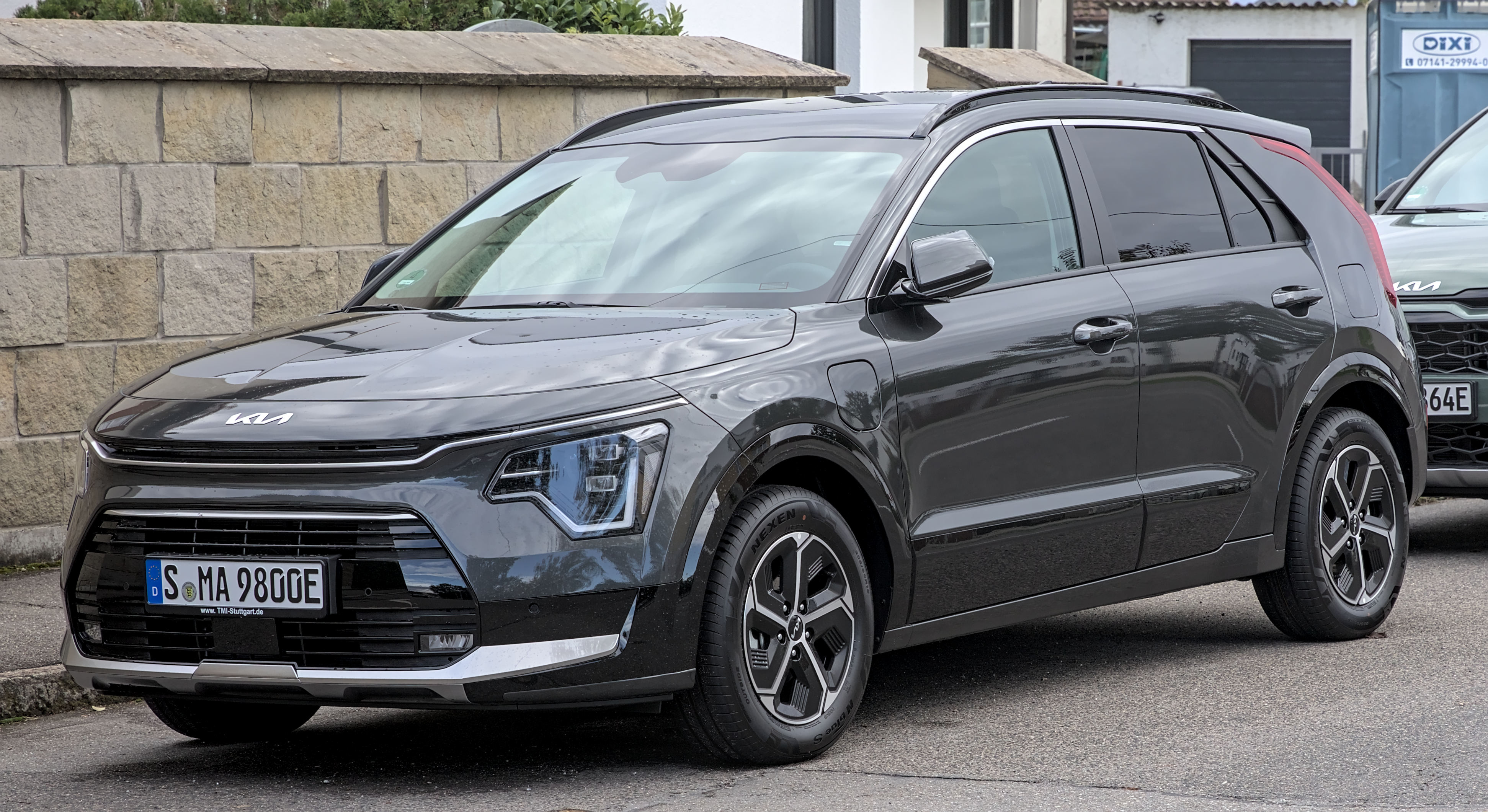
Kia Niro (SG2)

La Niro di seconda generazione è stata presentata al Seoul Mobility Show il 25 novembre 2021.
Le motorizzazioni disponibili sono: un'ibrida da (139 CV, 104 kW), plug-in hybrid da (180 CV, 134 kW) e un elettrica con (201 CV). Nel 2024 in Italia viene presentata la versione tri fuel, ovvero ibrida con motore a benzina 1.6 Smartstream da 90 CV, abbinato a un motore elettrico da 43,5 CV e ad un impianto GPL con serbatoio da 40 litri realizzato da BRC a Cherasco.